# Москва (песня DJ Smash)
«Москва» — песня, записанная диджеем DJ Smash при участии российской поп-группы «Винтаж» для его третьего студийного альбома Новый мир. Написанная Отто Нотманом, Татьяной Нотман и Андреем Ширманом, песня была выпущена синглом 17 января 2012 года. Также «Москва» была включена в четвёртый студийный альбом группы «Винтаж» Very Dance.
Композиция получила смешанные отзывы от критиков. Её описывали, как «некое продолжение темы „Moscow Never Sleeps“» и отмечали, что после философских работ группы «Винтаж», представленных на альбоме «Анечка», не все поклонники коллектива положительно восприняли смену их имиджа. «Москва» получила среднюю оценку от журнала «Афиша» и негативную от издания МИА «Музыка». Песня получила несколько номинаций: на премии RU.TV 2012 она была номинирована в категории «Лучший танцевальный трек», а на премии ZD Awards — «Дуэт года».
«Москва» стала пятым синглом группы «Винтаж», возглавившим общий радиочарт портала Tophit и первым синглом добившимся такого успеха для DJ Smash (его предыдущий лучший сингл — песня «Волна», добравшаяся до 2 строчки радиочарта в 2008 году). Сингл также возглавил Российский Топ-100 и достиг второго места в московском радиочарте. По итогам 2012 года «Москва» заняла седьмое место в чарте самых ротируемых в России песен и восьмое место в аналогичном рейтинге среди стран СНГ.

## Предыстория и релиз
15 октября 2011 года группа «Винтаж» дала сольный концерт в московском «Крокус Сити Холле», в рамках тура «История плохой девочки», на котором, в том числе, сделала танцевальный номер с DJ Smash. После коллектив продолжил сотрудничество с диджеем и была записана новая песня «Москва». Дуэт стал первым синглом из нового проекта группы, под названием «Винтаж Very Dance». Алексей Романоф рассказывал, что не собирается писать собственных песен для этого альбома; в него войдут композиции приглашённых диджеев и других молодых авторов. «Можно назвать это экспериментом, можно — заигрыванием с клубной публикой. Я даже не буду спорить с таким определением. Не секрет, что большинство концертов сейчас корпоративные, но мы надеемся, что с этим проектом станем ближе к народу, хотя бы к клабберам», — говорил музыкант. Песню написали Отто Нотман, участник группы «Достучаться до небес» (продюсированием которой занимаются «Винтаж»), Татьяна Нотман и DJ Smash.
«Москва» была исполнена на презентации клипа к синглу «Rendez Vous» DJ Smash. Анна Плетнёва исполнила её вместе с диджеем. Впервые песня появилась на радио в конце декабря 2011 года. С 26 декабря композиция была поставлена в ротацию на танцевальной радиостанции Power. В конце декабря композиция была поставлены в ротацию на ещё нескольких радиостанциях, а 17 января 2012 года состоялся общий релиз, через систему Tophit. 30 января DJ Smash выложил промо макси-сингл на сайте PromoDJ, все треки которой можно скачать бесплатно. Помимо оригинального микса, радиоверсии и а капелла-версии, в сингл вошли ремиксы от таких диджеев, как Sebastien Lintz, Alex Menco, DJ Miller, DJ Maxtal & DJ Noiz и DJ Bodriac & Affective. Также была опубликована обложка сингла.
После успеха композиции в российских чартах DJ Smash познакомился с продюсерами группы «Винтаж», Алёной Михайловой и Лианой Меладзе. В середине 2012 года диджей подписал с их лейблом Velvet Music контракт на издание своего третьего студийного альбома. В итоге «Москва» была включена в его новую пластинку «Новый мир», которая вышла в декабре 2012 года. Участники «Достучаться до небес» продолжили сотрудничество с диджеем. В интервью журналу «Эклектик» Тимур Ёлчин говорил: «Сейчас продолжаем работать с DJ Smash, он наш друг. Наше сотрудничество началось с „Москвы“, она прогремела мощно. Захотелось сделать ещё что-нибудь». На альбоме музыканты представили ещё одну совместную песню «Мерси Баку», посвящённую городу Баку. Отто Нотман рассказывал о композиции: «Я придумал мелодию, Андрей добавил своё диджейское видение этой истории, Татьяна Нотман написала текст… и получилась такая песня».

## Реакция критики
В целом песня получила положительные отзывы от ведущих критиков, музыкальных журналистов и программных директоров радиостанций, заняв 4 место в «Экспертном чарте» портала RedStarMusic.ru. На радио Power писали, что «судя по всему, после философских работ „Винтажа“, таких как „Деревья“ и „Мама-Америка“, группа нацелилась на танцполы, ну а Dj Smash решил сделать некое продолжение темы „Moscow Never Sleeps“». Яков Золотов в Dvjournal.ru также посчитал, что «Винтаж» решили сменить имидж и попробовать себя в танцевальном направлении. «После философской „Анечки“ некоторые поклонники с трудом приняли новый образ своих кумиров. Увенчается ли танцевальный эксперимент „Винтажа“ победой — узнаем этим летом», — писал журналист. Булат Латыпов из «Афиши» дал песне среднюю оценку. В обзоре «Нанана» он назвал «Москву» «нарочито бодрой и крайне непритязательной». В МИА «Музыка» песня получила негативную оценку. В издании писали, что «нет никакого сомнения, что эта песня не останется в сознании людей и хитом её назвать очень сложно, синглом — да, но никак не хитом 2012 года». «Москва» вошла в список двадцати самых популярных хитов года по версии телепередачи «Красная звезда» и портала RedStarMusic.ru. «Москва» была номинирована на премию RU.TV 2012 в категории «Лучший танцевальный трек». На премии ZD Awards 2012 песня получила номинацию в категории «Дуэт года».

## Музыкальное видео
Съёмки видеоклипа к композиции прошли в конце декабря 2011 года и продолжались три дня. Режиссёром выступил Марат Адельшин. По сюжету клипа Анна Плетнёва и DJ Smash играют роли волшебников, которые разбрасывают над городом конфеты «Москва», исполняющие все мечты и фантазии. Первый день съёмок проходил на Казанском вокзале. Второй день прошёл на крыше небоскрёба, а третий — в павильоне, где артисты летали на страховочных тросах. Релиз клипа состоялся 17 февраля 2012 года на канале Ello (YouTube).
В журнале Interview писали о клипе: «И снова нетленка о Москве — только не о той, что не спит, а о той, что „блестит и горит“ (некоторые комментаторы считают, что речь идет о пожаре 1812 года). В клипе Плетнёва взгромоздилась на кремлёвскую звезду и наблюдает в подзорную трубу за тем, как гигантские дети, вопреки режиму и правилам безопасности, разгуливают по Тверской улице». На сайте журнала Bravo видео описано положительно: «Клип получился ярким, модным и в стиле ночных тусовок Москвы». На сайте Weburg.net клип попал в рубрику «Видео дня». Отмечая, что у группы получился более гламурный образ Москвы, на сайте писали: «Получилась смесь булгаковщины, дэвидгеттавщины и шоу „Наша Russia“. Главное, что вы поймете из ролика: конфеты „Москва“ можно обменять на Вечную регистрацию в Нерезиновой».

## Исполнение
«Винтаж» исполнили песню в ходе концерта «Big Love Show 2012» в московском СК «Олимпийский», 14 февраля 2012 года. Первоначально группа исполнила номер к композиции «Деревья», после чего к ним присоединился DJ Smash и был исполнен совместный сет под «Москву». Фоновыми заставками к номеру послужили виды столицы России. В середине марта группа исполнила песню во время записи телевизионной передачи «Красная звезда». Композиция исполнялась с DJ Smash, без использования фонограммы. Передача вышла в эфир Первого канала в конце марта. 29 сентября 2012 года «Винтаж» исполнили «Москву» в ходе премии RU.TV 2012. Песня открывала церемонию и коллектив приготовил для выступления специальный номер: «Прямо во время выступления на груди певицы Анны Плетнёвой зажглись две рубиновые звезды, а затем вместе с кремлёвскими курсантами певица взлетела над сценой и парила в воздухе, повторяя кадр из собственного видео „Москва“». В середине номера на сцену стали опускаться танцоры одетые в форму кремлёвского караула, а также декорация в форме огромной кремлёвской звезды.

## Список композиций
| - Цифровой промосингл 1. Москва (Original Mix) 2. Москва (Radio Edit) 3. Москва (Radio Edit Instrumental) 4. Москва (Sebastien Lintz Radio Mix) 5. Москва (Sebastien Lintz Extended Mix) 6. Москва (Sebastien Lintz Full Vocal Mix) 7. Москва (Alex Menco Radio Remix) 8. Москва (Alex Menco Club Remix) 9. Москва (DJ Miller Radio Edit) 10. Москва (DJ Miller Remix) 11. Москва (DJ Maxtal & DJ Noiz Radio Mix) 12. Москва (DJ Maxtal & DJ Noiz Remix) 13. Москва (a-capella) 14. Москва (DJ Bodriac & Affective Club Mix) | - Цифровой сингл iTunes 1. Москва — 3:45 - Промосингл для радио 1. Москва (Radio Edit) 2. Москва (Sebastien Lintz Radio Mix) 3. Москва (Alex Menco Radio Remix) |

## Чарты
| Страна/территория (Чарт)             | Высшая Позиция |
| ------------------------------------ | -------------- |
| (Tophit Российский Топ-100)          | 1              |
| (Tophit Московский Топ-100)          | 2              |
| (Tophit Санкт-Петербургский Топ-100) | 1              |
| (Tophit Топ-100 по заявкам)          | 17             |
| (Tophit Общий Топ-100)               | 1              |

| Страна (Чарт, 2012)           | Высшая Позиция |
| ----------------------------- | -------------- |
| (Billboard Топ-50 Радиоэфиры) | 19             |
| (Tophit Российский Топ-200)   | 7              |
| (Tophit Общий Топ-200)        | 8              |
| (Tophit Топ-200 по заявкам)   | 39             |

## Номинации и награды
| Год  | Награда            | Номинированная работа | Категория                | Результат |
| ---- | ------------------ | --------------------- | ------------------------ | --------- |
| 2012 | Премия RU.TV       | «Москва»              | Лучший танцевальный трек | Номинация |
| 2012 | ZD Awards          | «Москва»              | Дуэт года                | Номинация |
| 2013 | Премия Муз-ТВ 2013 | «Москва»              | Лучшее видео             | Победа    |
| 2013 | Премия Муз-ТВ 2013 | «Москва»              | Лучший дуэт              | Номинация |